# Мечети Уфы
Мечети Уфы — мечети в городе Уфе Республики Башкортостан.
В 1996 году в городе действовало 3, в 2007 году — 7, в 2013 году — около 20 мечетей.
На 2023 год в Уфе действуют 23 мечети, из которых 4 мечети («Мадина» (Инорс), «Марьям», «Нур», «Нур Ислам») расположены в приспособленных помещениях (не имеют собственного отдельного здания). Также ведётся строительство мечети «Ар-Рахим» и реконструкция мечети Хакимия.
- Первая соборная мечеть (улица Тукаева)
- Мечеть «Ляля-Тюльпан» (Черниковка)
- Мечеть «Ар-Рахим» (проспект Салавата Юлаева) (строится)
- Хакимия (улица Мустая Карима) (на реконструкции)
- Мечеть «Ас-Салям» (Федоровка)
- Мечеть «Асия» (Максимовка)
- Мечеть «Гуфран» (Мусульманское кладбище)
- Мечеть «Дания» (Тимашево)
- Мечеть двадцати пяти Пророков
- Дёмская районная мечеть (Дёма)
- Мечеть «Ихлас» (Алмалык)
- Мечеть «Ихсан» (Атаевка)
- Мечеть «Мадина» (Дёма)
- Мечеть «Мадина» (Инорс)
- Мечеть «Марьям» (Черниковка)
- Мечеть «Мунира» (Нижегородка)
- Мечеть (Нагаево)
- Мечеть «Нур» (Затон)
- Мечеть «Нур Ислам» (Инорс)
- Мечеть «Рамадан» (улица Бабушкина)
- Мечеть (Старые Турбаслы)
- Мечеть «Фатиха» (Глумилино)
- Мечеть «Фатхислам» (8 Марта)
- Мечеть «Хамза-хаджи» (Сипайлово)
- Мечеть (Шакша)
- Мечеть «Шукран» (Цветы Башкирии)

## Исторические мечети
Азиева (Газиева) мечеть — до 1736 года считалась главной мечетью на территории Исторического Башкортостана. Мечеть была воздвигнута приблизительно в XIII—XIV веках, основание святилища связывают с деятельностью «первого имама Башкирии» Хусейн-бека. В мечети проходили всебашкирские народные собрания (джиен), которые являлись высшей властью во внутреннем самоуправлении башкир. Располагалась у реки Берсувань (река Берсианка), возле горы Кургаул (Чесноковская гора) — ныне территория села Чесноковка (Уфимский район). По этой местности проходила граница между территориями Уфимской крепости и башкирскими вотчинными землями. факт, что по этой территории между крепостью Уфой и территорией у Азиевой мечети приходили «границы башкирских вотчин». На Берсувани уфимские чиновники торжественно встречали и иностранных дипломатов и торговцев, которые прибывали в Россию со стороны Средней Азии и Казахстана. В конце 1735 года или в начале 1736 года, в ходе подавления башкирских восстаний, Азиева мечеть была разрушена отрядами И. К. Кирилова при участии драгунского Вологодского полка.

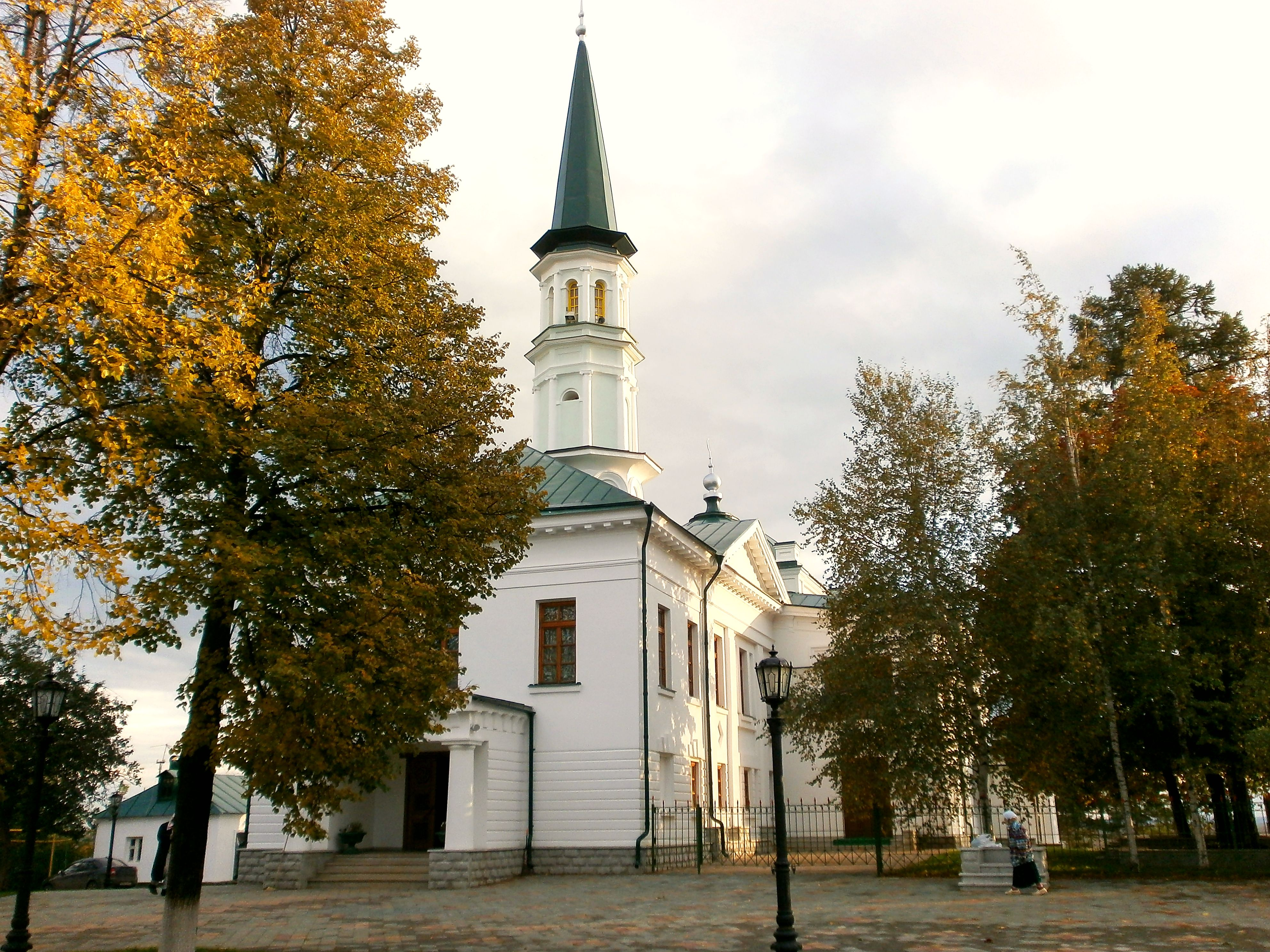
Первая соборная мечеть

Первая соборная мечеть была построена в 1830 году по ходатайству муфтия Оренбургского магометанского духовного собрания Габдессаляма Габдрахимова на средства купца 2-й гильдии г. Уфы Мукмина Хозясеитова. К началу XX века в приходе насчитывалось 920 человек. При мечети действовало медресе «Гусмания» и русско-башкирское 2-классное училище. В 1960—1992 гг. Первая соборная мечеть являлась единственной действующей мечетью в городе Уфе. Известные имам-хатыбы: Г. Габдрахимов (с 1830 года), А. Габдуссалямов (с 1840 года), Ш. Г. Сулейманов (1844—1885), Гусманов (с 1888 года), Д. Т. Абзгильдин (1907—1938), Б. В. Тугузбаев, Н. М. Нигматуллин (1983—1992), М. М. Мухамадисламов (1992—2006), В. М. Тимиргалиев (с 2006 года). В 1989 году на основании Постановления Совета по делам религий Кабинета Министров СССР на базе мечети было открыто Медресе имени Ризаитдина Фахретдина. Здание мечети является объектом культурного наследия.
Вторая соборная мечеть была построена в 1880-е годы на средства прихожан в Нижегородской слободе на улице Преображенской (ныне улице Леваневского) города Уфы. К началу XX века в приходе насчитывалось 876 человек. При мечети действовало медресе «Галия». Известные имам-хатыбы: З. Галикеев, З. Камалетдинов (1909—1924). В 1931 году, согласно постановлению БашЦИКа, Вторая соборная мечеть была закрыта. Здание мечети не сохранилось.
Третья соборная мечеть была построена в 1903 году на улице Воздвиженской (ныне улица Лесопильная). К 1924 году в приходе насчитывалось 825 человек. При мечети действовало медресе «Хасания». В 1940 году Третья соборная мечеть была закрыта. Известные имам-хатыбы: М. Мухаметзянов Хасанов, Камалетдинов (с 1924 года). Ныне в здании мечети расположена Школа высшего спортивного мастерства. Здание мечети находится под угрозой сноса. На данный момент здание медресе «Хасания» на улице Лесопильной, 34 включено в единый государственный реестр объектов культурного наследия, следует из опубликованного 8 мая 2018 года приказа Управления по госохране памятников республики.

Хакимия

Хакимия (Четвёртая соборная мечеть, Куш-манаралы) была построена в 1908 году. При мечети действовало медресе «Хакимия». 9 февраля 1930 года БашЦИК принял постановление о закрытии мечети. В 1939 году были снесены оба минарета Четвёртой соборной мечети. В 1991 году здание мечети было возвращено верующим. Оба минарета были восстановлены в 2020 году.
Пятая соборная мечеть была построена в 1909 году на Магометанском кладбище Уфы. 2-х этажное здание мечети было деревянным с одним минаретом. Имам-хатыб — Х. Валеев. В 1960 году в здании мечети произошёл пожар — сгорел первый этаж.
Шестая соборная мечеть была построена в 1918 году на Лагерной горе (ныне ул. Проломная, 23/1). Здание деревянное, 2-этажное. Имам-хатыб — Х. Ахтямов. Мечеть закрыта в 1934 году. В 60-е гг. здание перестроено под жилой дом. В 2014 году здание сгорело.
В 1923 году для строительства Седьмой соборной мечети верующим было дано разрешение. Богослужения проводились на дому имам-хатыба Н. Ишаева, пока в 1928 году не сняли с регистрации мусульманской общины. Здание Седьмой соборной мечети так и не было построено.

## Современные мечети

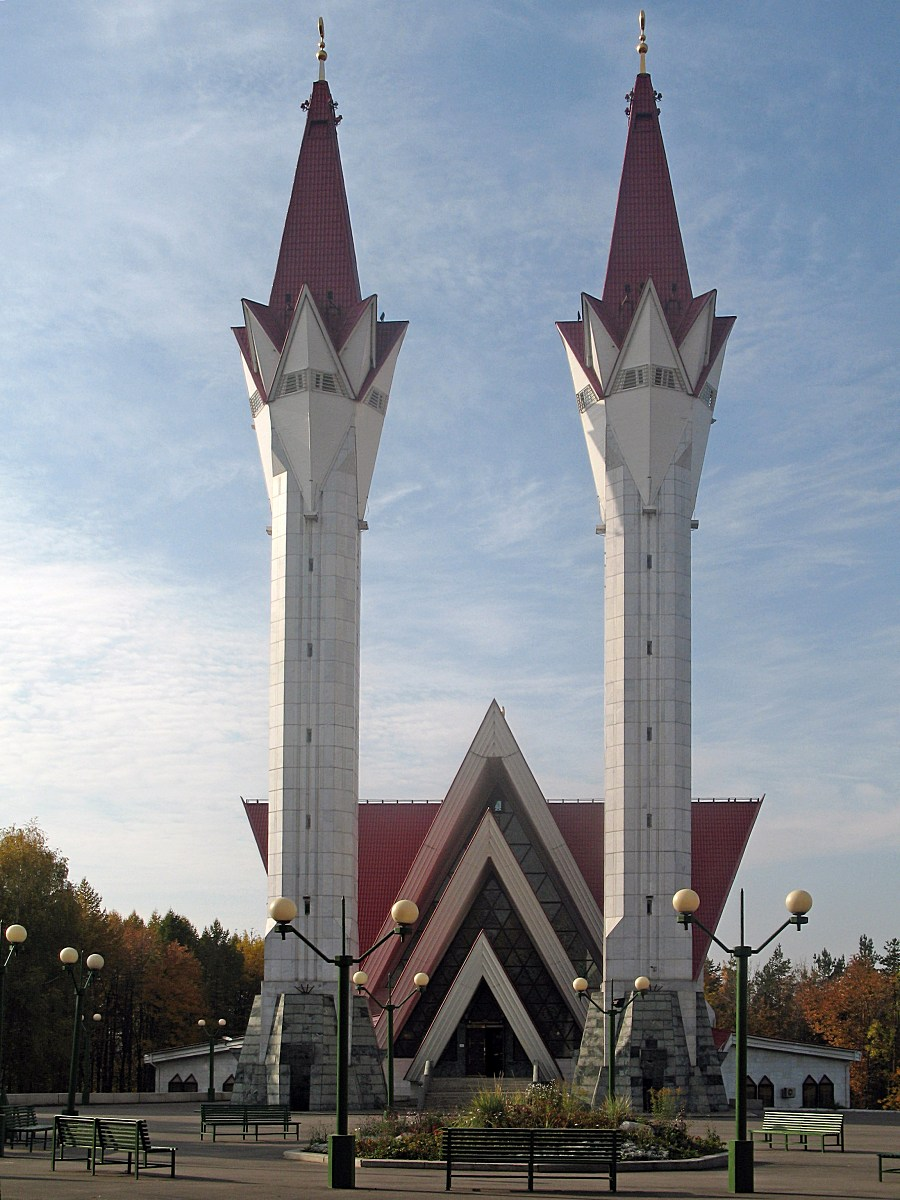
Мечеть Ляля-Тюльпан

Мечеть «Гуфран» была построена в 1994 году в Ленинском районе на территории Мусульманского кладбища. При мечети действуют воскресная школа и библиотека. Имам-хатыб мечети — Г. Г. Хасанов (с 1992 года).
Мечеть «Ляля-Тюльпан» была открыта в 1998 году. Мечеть вмещает более 1000 верующих. Имам-хатыбы мечети — Г. Валеев (с 1999 года), М. Таджуддинов (с 2000 года). В 1999—2005 гг. в здании мечети располагался Российский исламский университет.
Мечеть «Ихлас» была открыта в 2001 году, после реконструкции здания бывшего кинотеатра «Луч», построенного в 1956 году. При мечети действуют медресе, телестудия, издательство, библиотека и др. Имам-хатыб мечети — М. М. Галлямов (с 1997 года).
Мечеть «Хамза» была построена в 2006 году. При мечети действует воскресная школа. Имам-хатыб мечети — Н. Д. Нуриев (с 2006 года).
Мечеть «Мунира» была построена в 2011 году на личные средства Муниры Байгильдиной, которая является председателем мусульманского дамского общества.